# Busto Garolfo
Busto Garolfo is een gemeente in de Italiaanse metropolitane stad Milaan (regio Lombardije) en telt 12.772 inwoners (31-12-2004). De oppervlakte bedraagt 12,8 km², de bevolkingsdichtheid is 1042 inwoners per km².
De volgende frazioni maken deel uit van de gemeente: Olcella.

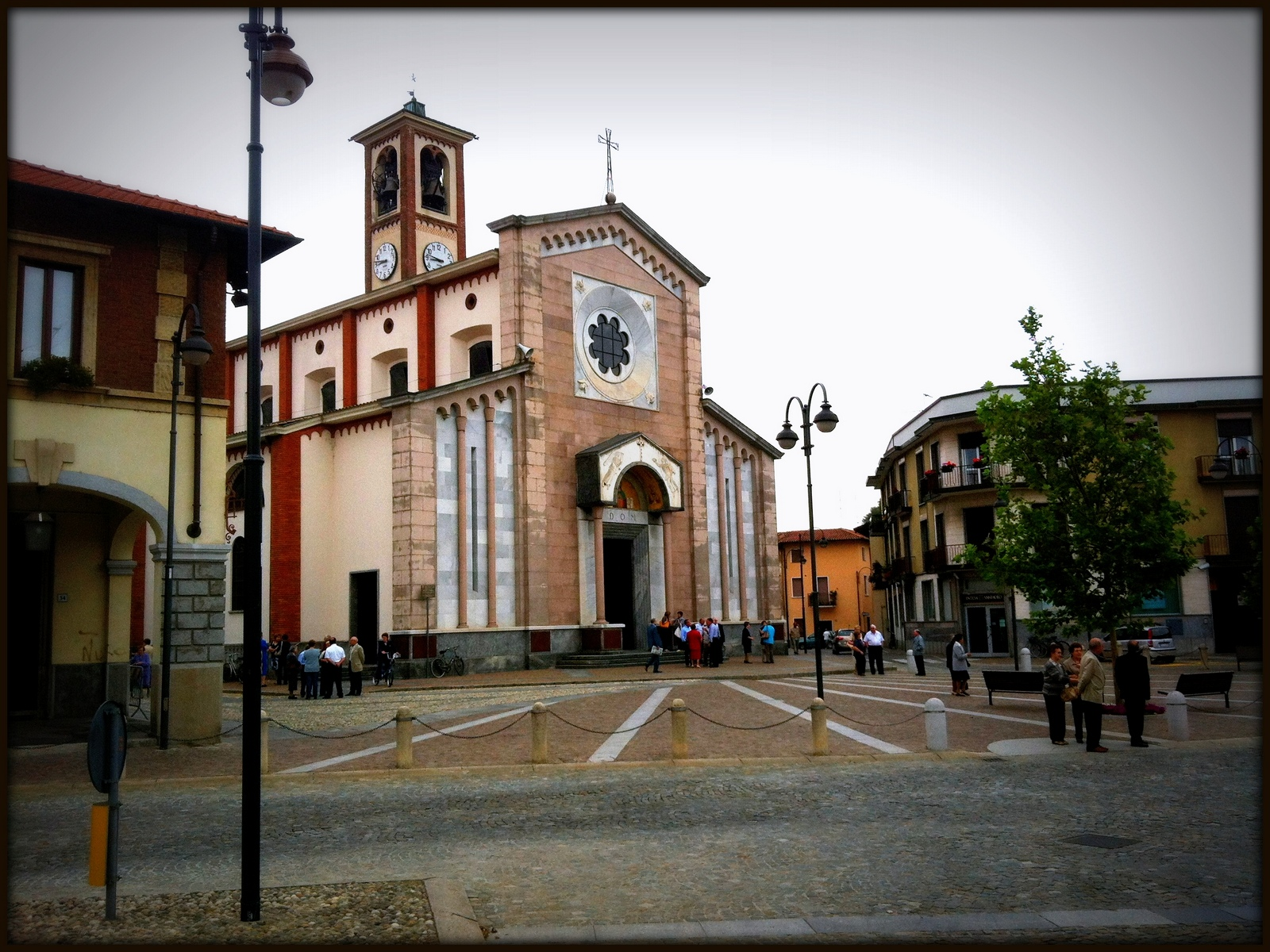
Kerk van St. Salvatore en St. Margherita
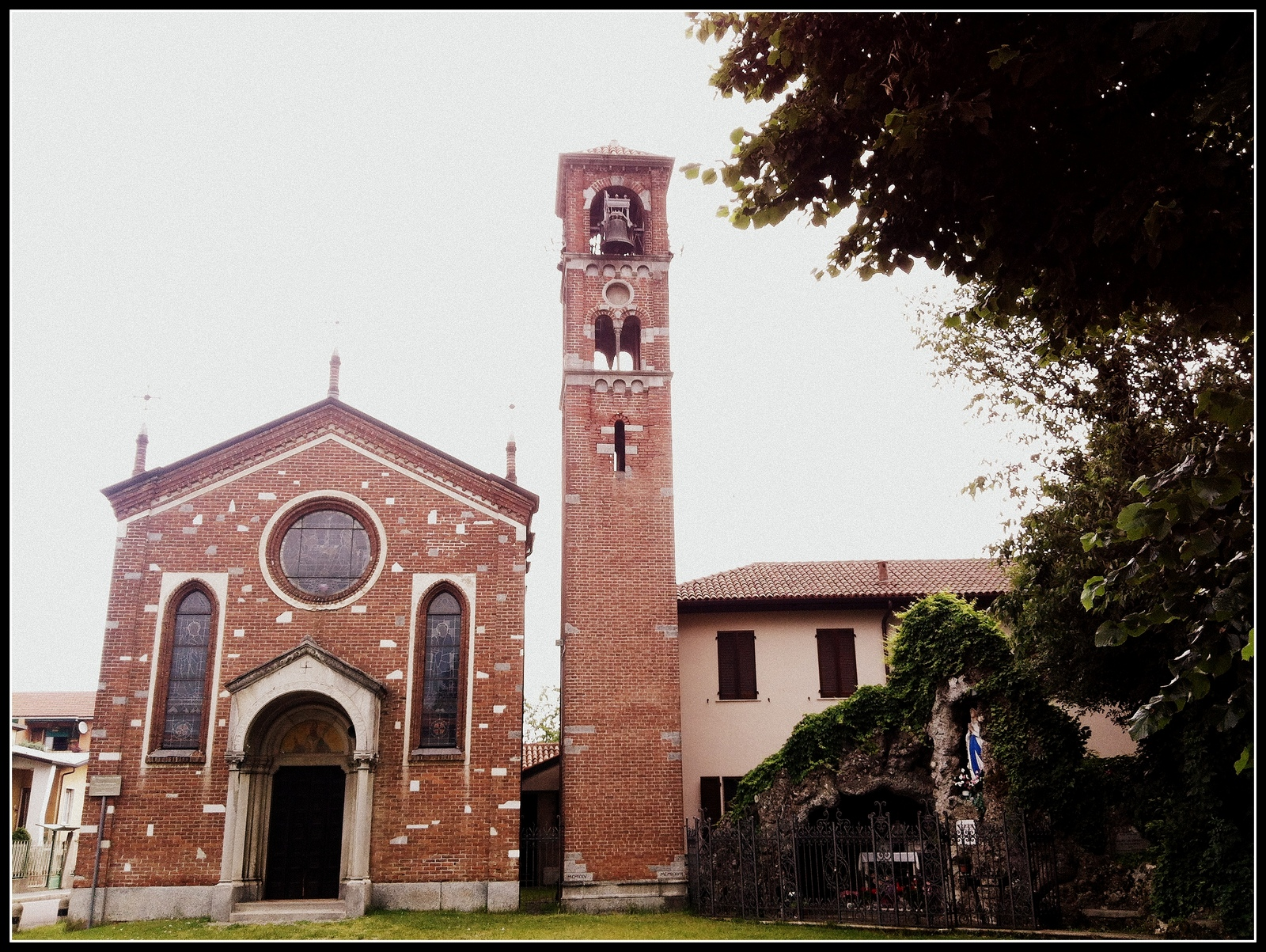
Kerk van St. Remigio

## Demografie
Busto Garolfo telt ongeveer 4930 huishoudens. Het aantal inwoners steeg in de periode 1991-2001 met 7,8% volgens cijfers uit de tienjaarlijkse volkstellingen van ISTAT.
| Jaar | Inwoneraantal |
| ---- | ------------- |
| 1991 | 11.601        |
| 2001 | 12.506        |

## Geografie
Busto Garolfo grenst aan de volgende gemeenten: Villa Cortese, Canegrate, San Giorgio su Legnano, Parabiago, Dairago, Arconate, Casorezzo, Inveruno.